# 談談方法
《谈谈正确引导理性在各门科学上寻找真理的方法》（法語：Discours de la méthode pour bien conduire sa raison, et chercher la vérité dans les sciences），是笛卡儿在1637年出版的著名哲学论著，对西方人的思维方式，思想观念和科学研究方法有极大的影响，有人曾说：欧洲人在某种意义上都是笛卡儿主义者，就是指的受方法论的影响，而不是指笛卡儿的二元论哲学。
笛卡儿在《谈谈方法》中指出，研究问题的方法分四个步骤：
1. 永远不接受任何我自己不清楚的真理，就是说要尽量避免鲁莽和偏见，只能是根据自己的判断非常清楚和确定，没有任何值得怀疑的地方的真理。就是说只要没有经过自己切身体会的问题，不管有什麽权威的结论，都可以怀疑。这就是著名的“怀疑一切”理论。例如亚里士多德曾下结论说，女人比男人少两颗牙齿。但事实并非如此。
2. 可以将要研究的复杂问题，尽量分解为多个比较简单的小问题，一个一个地分开解决。
3. 将这些小问题从简单到复杂排列，先从容易解决的问题着手。
4. 将所有问题解决后，再综合起来检验，看是否完全，是否将问题彻底解决了。

在1960年代以前，西方科学研究的方法，从机械到人体解剖的研究，基本是按照笛卡儿的《谈谈方法》进行的，对西方近代科学的飞速发展，起了相当大的促进作用。但也有其一定的缺陷，如人体功能，只是各部位机械的综合，而对其互相之间的作用则研究不透。直到阿波罗1号登月工程的出现，科学家才发现，有的复杂问题无法分解，必须以复杂的方法来对待，因此导致系统工程的出现，方法论的方法才第一次被综合性的方法所取代。系统工程的出现对许多大规模的西方传统科学起了相当大的促进作用，如环境科学，气象学，生物学，人工智能等等。
笛卡儿在《谈谈方法》中还第一次提出“我思故我在”（法语：Je pense, donc je suis）的名言，第一次引入笛卡儿坐标系，对牛顿和莱布尼茨发明微积分理论有很大的作用。